# Kelly Stefanyshyn
Kelly Stefanyshyn (Winnipeg, 6 de julio de 1982) es una deportista canadiense que compitió en natación.
Ganó dos medallas en el Campeonato Mundial de Natación en Piscina Corta de 1999, plata en 100 m espalda y bronce en 200 m espalda. Participó en los Juegos Olímpicos de Sídney 2000, ocupando el sexto lugar en la prueba de 4 × 100 m estilos.

## Palmarés internacional
| Campeonato Mundial en Piscina Corta | Campeonato Mundial en Piscina Corta | Campeonato Mundial en Piscina Corta | Campeonato Mundial en Piscina Corta |
| Año                                 | Lugar                               | Medalla                             | Prueba                              |
| ----------------------------------- | ----------------------------------- | ----------------------------------- | ----------------------------------- |
| 1999                                | Hong Kong (China)                   | Medalla de plata                    | 100 m espalda                       |
| 1999                                | Hong Kong (China)                   | Medalla de bronce                   | 200 m espalda                       |